# Anthony Miller (cestista)
Anthony Miller, detto Pig (Benton Harbor, 22 ottobre 1971), è un ex cestista statunitense, professionista nella NBA, in Italia e in Belgio.

## Carriera
Scelto al secondo giro (col numero 39) dai Golden State Warriors nel Draft 1994, Miller ha giocato otto stagioni NBA in quattro diverse squadre: Los Angeles Lakers, Atlanta Hawks, Houston Rockets e Philadelphia 76ers.
La sua ultima stagione NBA fu nel 2004-05, quando giocò 2 partite con gli Hawks.
Durante la sua carriera NBA ha totalizzato 510 punti in 181 partite.

## Statistiche

### College
| Anno      | Squadra      | PG | PT | MP   | TC%  | 3P%  | TL%  | RP  | AP  | PRP | SP  | PP   |
| --------- | ------------ | -- | -- | ---- | ---- | ---- | ---- | --- | --- | --- | --- | ---- |
| 1991-1992 | MSU Spartans | 30 | 3  | 18,5 | 53,9 | -    | 62,5 | 5,2 | 0,8 | 0,5 | 0,3 | 7,2  |
| 1992-1993 | MSU Spartans | 27 | 5  | 17,6 | 61,3 | 100  | 54,2 | 5,1 | 0,4 | 0,3 | 0,7 | 6,6  |
| 1993-1994 | MSU Spartans | 32 | 32 | 28,4 | 65,1 | 0,0  | 57,4 | 9,0 | 0,9 | 0,8 | 0,9 | 12,6 |
| Carriera  | Carriera     | 89 | 40 | 21,8 | 60,9 | 50,0 | 58,3 | 6,5 | 0,7 | 0,6 | 0,7 | 9,0  |

### NBA

#### Regular Season
| Anno      | Squadra            | PG  | PT | MP   | TC%  | 3P%  | TL%  | RP  | AP  | PRP | SP  | PP  |
| --------- | ------------------ | --- | -- | ---- | ---- | ---- | ---- | --- | --- | --- | --- | --- |
| 1994-1995 | L.A. Lakers        | 46  | 1  | 11,5 | 53,0 | 40,0 | 61,8 | 3,3 | 0,8 | 0,4 | 0,2 | 4,1 |
| 1995-1996 | L.A. Lakers        | 27  | 0  | 4,6  | 42,9 | 0,0  | 60,0 | 0,9 | 0,1 | 0,1 | 0,0 | 1,3 |
| 1996-1997 | Atlanta Hawks      | 1   | 0  | 14,0 | 0,0  | -    | -    | 7,0 | 0,0 | 0,0 | 0,0 | 0,0 |
| 1997-1998 | Atlanta Hawks      | 37  | 0  | 6,2  | 55,8 | -    | 53,8 | 1,9 | 0,1 | 0,4 | 0,1 | 2,1 |
| 1998-1999 | Houston Rockets    | 29  | 0  | 8,6  | 46,7 | 0,0  | 63,6 | 2,3 | 0,2 | 0,2 | 0,2 | 2,4 |
| 1999-2000 | Houston Rockets    | 35  | 14 | 13,6 | 53,6 | -    | 51,0 | 4,7 | 0,5 | 0,3 | 0,3 | 3,7 |
| 2000-2001 | Atlanta Hawks      | 2   | 0  | 3,0  | 50,0 | -    | -    | 1,0 | 0,0 | 0,0 | 0,0 | 1,0 |
| 2000-2001 | Houston Rockets    | 1   | 0  | 3,0  | -    | -    | -    | 0,0 | 0,0 | 0,0 | 0,0 | 0,0 |
| 2000-2001 | Philadelphia 76ers | 1   | 0  | 2,0  | -    | -    | -    | 0,0 | 0,0 | 0,0 | 0,0 | 0,0 |
| 2004-2005 | Atlanta Hawks      | 2   | 0  | 4,5  | 66,7 | -    | -    | 0,5 | 0,5 | 0,5 | 0,0 | 2,0 |
| Carriera  | Carriera           | 181 | 15 | 9,0  | 51,0 | 25,0 | 57,6 | 2,7 | 0,4 | 0,3 | 0,1 | 2,8 |

#### Playoffs
| Anno     | Squadra       | PG | PT | MP  | TC%  | 3P% | TL% | RP  | AP  | PRP | SP  | PP  |
| -------- | ------------- | -- | -- | --- | ---- | --- | --- | --- | --- | --- | --- | --- |
| 1995     | L.A. Lakers   | 4  | 0  | 3,8 | 0,0  | -   | -   | 1,5 | 0,3 | 0,3 | 0,0 | 0,0 |
| 1998     | Atlanta Hawks | 4  | 0  | 8,3 | 37,5 | -   | 100 | 2,3 | 0,3 | 0,5 | 0,3 | 2,0 |
| Carriera | Carriera      | 8  | 0  | 6,0 | 30,0 | -   | 100 | 1,9 | 0,3 | 0,4 | 0,1 | 1,0 |

## Palmarès
- 2 volte campione CBA (2003, 2006)
- Campione WBA (2008)
- WBA Player of the Year (2008)
- All-WBA First Team (2008)

## Curiosità
Miller appare in un cameo nel film Space Jam, insieme ai compagni di squadra dei Lakers Cedric Ceballos e Vlade Divac ed al loro allenatore di allora, Del Harris.